# 1393 هـ
1393 هـ هي سنة في التقويم الهجري امتدت مقابلةً في التقويم الميلادي بين سنتي 1973 و1974.

► | قرن 13 | << قرن 14 هـ >> | قرن 15 هـ | ◄ 

► | عقد 1360 هـ | عقد1370 هـ | عقد 1380 هـ | << عقد 1390 هـ >> | عقد 1400 هـ | عقد 1410 هـ | عقد 1420 هـ | ◄

► | ► | 1389 هـ | 1390 هـ | 1391 هـ | 1392 هـ | << 1393 هـ >> | 1394 هـ | 1395 هـ | 1396 هـ | 1397 هـ | ◄ | ◄
- إضغط هنا لمعرفة اليوم الميلادي الذي يطابق أول يوم في 1393 هـ
- إضغط هنا لمعرفة اليوم الميلادي الذي يطابق أخر يوم في 1393 هـ
- ابحث في الموسوعة عن مواضيع متعلقة بسنة 1393 هـ

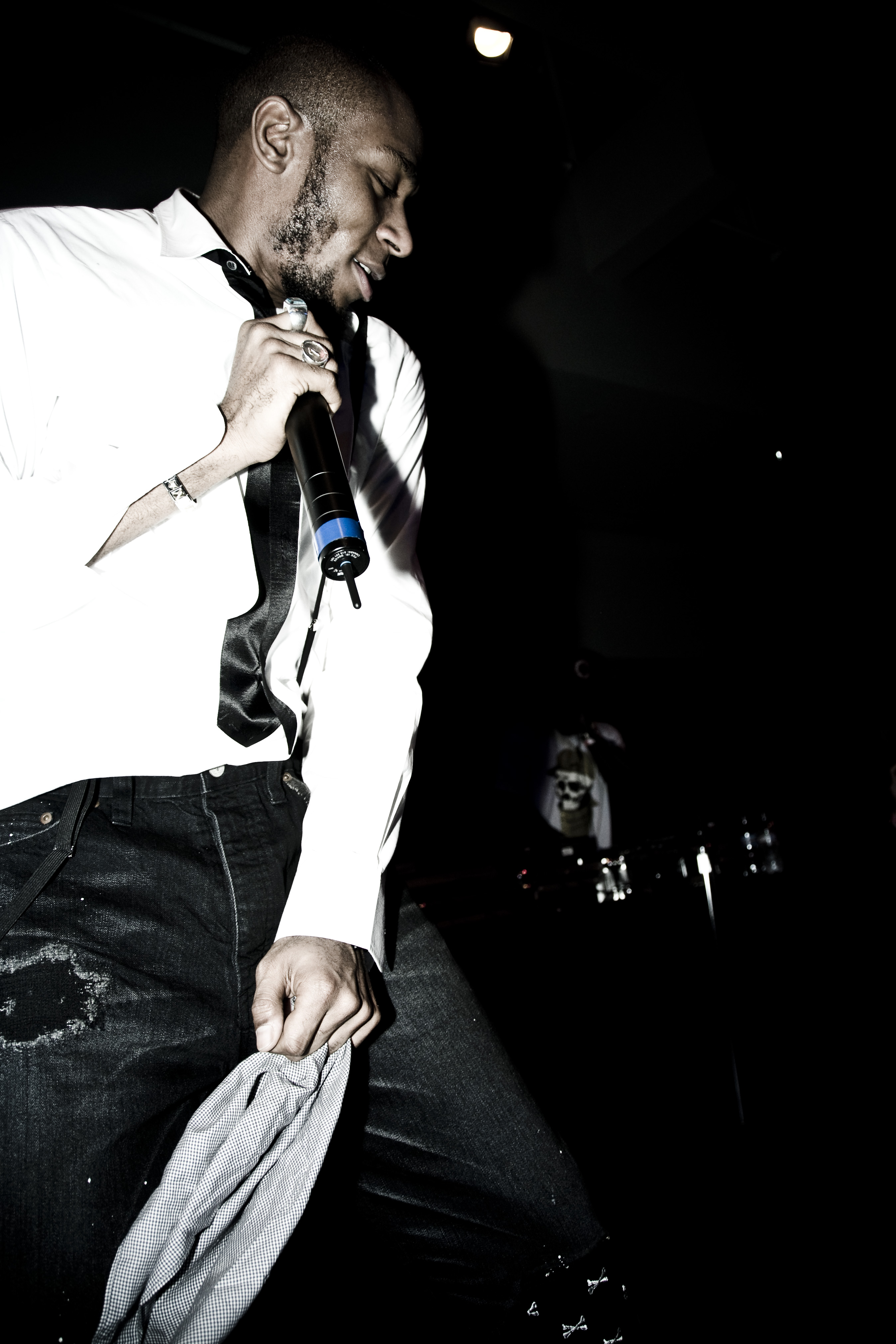
ياسين باي

## أحداث
- 10 رمضان: (6 أكتوبر 1973)- حرب أكتوبر بين مصر وسوريا من جهة وإسرائيل من جهة أخرى.

## مواليد
- صالح آل طالب
- صالح بن سعيد الهنيدي
- جواد الجاسم
- سلطان الدغيلبي
- عادل الحربي
- عبد الله الرشود
- علي العمري (داعية سعودي)
- محمد الحجي
- ناصر رضوان
- نايف خلف
- هاني حلمي
- هشام الهاشمي
- سوزان حرفي
- ياسين باي

## وفيات
- مارك الرياشي - صحفي لبناني.
- أبو الحسن الشعراني
- أبو اليقظان
- جاسم الخاقاني
- دي مينار
- رفائيل نخلة
- ريجي بلاشير
- طه حسين
- عبد العزيز السامرائي
- مارتن بلسنر
- ميرك شاه أندرابي
- هاشم محمد البغدادي
- حسن الهضيبي
- عبد الحميد جودة السحار
- عبد الرحمن البزاز
- كوبا شعبان
- مالك بن نبي
- محمد الأمين الشنقيطي
- محمد الطاهر بن عاشور
- 20 رمضان -رياض عبد اللطيف الشهابي - ضابط عسكري عراقي شارك في حرب أكتوبر واستشهد فيها.